# Кондаков, Иван Лаврентьевич
Ива́н Лавре́нтьевич Кондако́в (1857, Вилюйск, Якутская область — 14 октября 1931) — русский химик.

## Биография
Родился в октябре 1857 года в семье казачьего пятидесятника Вилюйской казачьей команды Лаврентия Алексеевича Кондакова (1823 — 21 апреля 1886), и его жены Веры Афанасьевны Кондаковой, урождённой Поротовой (1840—30 сентября 1913). Отец, выйдя в отставку, как торгующий казак, скопил некоторое состояние и смог дать своим восьмерым сыновьям образование, в том числе четверым — высшее. После окончания Вилюйского приходского училища и Красноярской мужской гимназии, И. Л. Кондаков в 1880 году поступил на естественное отделение физико‑математического факультета Санкт-Петербургского университета, где с третьего курса начал работать у известного химика А. М. Бутлерова.
По окончании университета в 1884 году И. Л. Кондаков был оставлен при университете для подготовления к профессорскому званию лаборантом. В 1886 году назначен штатным лаборантом при кафедре химии Варшавского университета. В период 1886—1895 годов преподавал на кафедре физиологии Варшавского университета.
В декабре 1894 года в Петербургском университете защитил диссертацию на степень магистра химии по теме «О синтезе под влиянием хлористого цинка в ряду жировых соединений».
В 1895 году назначен экстраординарным профессором фармации Юрьевского университета, с 1898 года — ординарный профессор.
В 1899 году он открыл каталитическую полимеризацию диметилбутадиена в синтетическое каучукоподобное вещество. Исследования И. Л. Кондакова легли в основу способа получения синтетического метилового каучука в Германии в 1910 году. Метиловым каучуком Германия пользовалась во время Первой мировой войны, когда поставки натурального каучука были прекращены.
В 1921 году читал лекции в Сорбонне, затем работал в Пражском университете, продолжая научные исследования по синтетическому каучуку.
Период жизни И. Л. Кондакова в 1921—1931 годы исследователи условно называют «элваским»; И. Л. Кондаков имел летний дом в Элва, куда приезжал в свободное от учебной работы время и на летние каникулы. Похоронен на кладбище Элва (Эстония).
В 1957 году в связи со 100-летием со дня рождения И. Л. Кондакова на доме в Элва, где он жил, была открыта мемориальная доска, в 1959 году на его могиле установлен памятник, а в 1977 году в фойе Тартуского университета появился барельеф учёного.

## Семья
- Брат — Степан (28 (1 августа) июля 1859[3]—после 1911[6]), казачий офицер, в 1898 году служил проводником и переводчиком в Шведской полярной экспедиции, проехавшей через Якутск на север для поисков капитана Андрэ, впоследствии — гласный Якутской городской[уточнить] думы, отставной сотник (1908)[7]
- Сестра — Елисавета (14 августа 1859—?)[3]
- Брат — Пётр (16-18 августа 1863—?)[3]
- Брат — Гавриил (1865—?), окончил Казанский ветеринарный институт[3], служил чиновником особых поручений Областного правления, соорганизатор и участник Сибиряковской экспедиции (1894—1896), женат на Варваре Кондаковой[7])
- Брат — Иван (второй) (24-26 сентября 1866[3]—1912[8]), получил высшее образование, был ветеринаром. В 1907 году служил помощником ветеринарного инспектора и разработал схему постройки первой ветеринарной лаборатории в Якутии[9]. Был женат на Елене Константиновне Покровской, сестре депутата Государственной Думы Г. К. Покровского. После рождения второй дочери (всего их было 3) семья переехала в Балашов. Там он заразился бешенством при вскрытии больной коровы и скончался[8].
- Брат — Василий (24-27 июля 1869—?)[3]
- Сестра — Надежда (1872—?)[3]
- Брат — Николай (12-15 февраля 1875—?)[3]
- Брат — Лаврентий (12 сентября 1877—?) получил высшее образование[3]
- Сестра — Клавдия (1879—?)[3]

### Комментарии
1. ↑  Эстонские топонимы, оканчивающиеся на -а, в русском языке не склоняются[5], а род получают по родовому слову, например, деревне присваивается женский род, хотя в эстонском языке нет категории рода.